# Frederick Boylstein
Frederick Boylstein est un boxeur américain né le 15 mars 1902 à Ford City, Pennsylvanie, et mort le 28 février 1972 à Kittanning, Pennsylvanie.

## Carrière
Champion de États-Unis de boxe amateur en 1924 dans la catégorie poids légers, il remporte également la médaille de bronze aux Jeux olympiques de Paris la même année. Après avoir battu George Shorter et Alf Genon, Boylstein s'incline aux points en demi-finale contre Hans Jacob Nielsen. Il poursuit sa carrière en tant que professionnel mais ne remporte pas de titre majeur malgré un palmarès honorable de 39 victoires, 4 défaites et 2 matchs nuls.

## Palmarès

### Jeux olympiques
- Jeux olympiques de 1924 à Paris[1] (poids légers)

## Référence
1. ↑  (en) Résultats des Jeux olympiques 1924 (amateur-boxing.strefa.pl)